# Reprezentacja Singapuru w koszykówce mężczyzn
Reprezentacja Singapuru w koszykówce mężczyzn – drużyna, która reprezentuje Singapur w koszykówce mężczyzn. Za jej funkcjonowanie odpowiedzialna jest krajowa federacja koszykówki (Basketball Association of Singapore). Raz wystartowała w igrzyskach olimpijskich – w 1956 zajęła 13. pozycję. Siedemnaście razy brała udział w mistrzostwach Azji, ani razu nie zdobywając medalu – najwyżej uplasowała się na 7. miejscu (w 1963 i 1975).

## Udział w imprezach międzynarodowych
- Igrzyska olimpijskie
  - 1956 – 13. miejsce

- Mistrzostwa Azji
  - 1963 – 7. miejsce
  - 1965 – 9. miejsce
  - 1967 – 10. miejsce
  - 1971 – 8. miejsce
  - 1973 – 10. miejsce
  - 1975 – 7. miejsce
  - 1977 – 12. miejsce
  - 1979 – 10. miejsce
  - 1981 – 11. miejsce
  - 1983 – 14. miejsce
  - 1986 – 12. miejsce
  - 1987 – 11. miejsce
  - 1989 – 11. miejsce
  - 1991 – 10. miejsce
  - 1993 – 16. miejsce
  - 2001 – 14. miejsce
  - 2015 – 15. miejsce